# 斯宾汉姆兰体系
斯宾汉姆兰体系（英語：Speenhamland system）是18世纪末19世纪初英格兰和威尔士试图缓解农村贫困问题的一种院外救济形式，它是伊丽莎白济贫法的修订版，它是英国卷入了法国大革命和拿破崙戰爭后的间接结果。:168